# James Lancaster
James Lancaster (Basingstoke, c. 1554 – Londres, 6 de junho de 1618) foi um comerciante e navegador inglês, pioneiro no comércio entre os britânicos e os indianos.
Liderou um ataque ao Recife — à época o principal porto da Capitania de Pernambuco —, que representou o mais rico butim da história da navegação de corso da Inglaterra elisabetana.

## Vida e carreira
Residiu em Portugal como soldado britânico, e depois comerciante, responsável por entreposto em Portugal. Fez, em 1591 sua primeira viagem à Índia, como comandante inglês, sendo comandante das duas primeiras armadas inglesas corsárias. Regressou à Inglaterra em 1594. Foi diretor da Companhia das Índias Ocidentais e grande promotor de viagens de descobrimento tanto inglesas como portuguesas.
Como corsário a serviço inglês, foi autorizado pela Coroa Britânica, durante a Guerra Anglo-Espanhola, a imprimir navegação de corso nos oceanos. Em 30 de março de 1595 invadiu o porto do Recife, Brasil, onde permaneceu por um mês saqueando e abastecendo seus navios das riquezas produzidas na terra. Não se dando por satisfeito com a pilhagem, alugou outros doze barcos que abarrotou com o butim. O evento ficou conhecido como Saque do Recife, e está devidamente registrado no Arquivo Histórico Geográfico do Brasil.
Escreveu The voyages of Sir James Lancaster to Brazil and the EastIndies 1591-1603.